# 시드니 라식
시드니 래식(Sydney Lassick, 1922년 7월 23일 ~ 2003년 4월 12일)은 미국의 배우이다.
시카고에서 태어났으며 로스앤젤레스에서 사망하였다. 사인은 당뇨병이다.

## 출연 작품
- 아메리칸 뱀파이어 (1997년)
- 존스 (1996년)
- 방탕자들 (1996년)
- 프리웨이 (1996년)
- 퓨쳐 쇼크 (1993년)
- 블랙 시티 (1993년)
- 시스터 액트 2 (1993년)
- 딥 커버 (1992년)
- 히쯔 (1992년)
- 톰과 제리 (1992년)
- 커밋티드 (1991년)
- 돈 텔 맘 (1991년)
- 샤도우 데스 (1991년)
- 사랑과 음악 (1991년)
- 고요한 펠리세이드 (1990년)
- 두 자매 이야기 (1989년)
- 소니 보이 (1989년)
- 아웃 온 베일 (1989년)
- 하얀 옷의 여인 (1988년)
- 사탄 (1988년)
- 사각의 링 (1986년)
- 랫보이 (1986년)
- 나이트 패트롤 (1984년)
- 모나코 포에버 (1984년)
- 패스트-워킹 (1982년)
- 팬더모니엄(영어판) (1982년) - 맨 인 버스 스테이션 역
- 세계사 (1981년)
- 초능력의 신비 (1980년)
- 엘리게이터 (1980년) - 것첼 역
- 스케이트타운 (1979년)
- 모정 (1979년)
- 강력범 (1979년)
- 인생은 미완성 (1977년)
- 캐리 (1976년) - 미스터 프롬 역
- 뻐꾸기 둥지 위로 날아간 새 (1975년) - 체스윅 역

### 텔레비전
- 사랑의 화원 (1976년)